# سرزمین سردرگمی
«سرزمین سردرگُمی» (به انگلیسی: Land of Confusion) ترانه‌ای از گروه موسیقی جنسیس و یکی از قطعه‌های آلبوم لمس نامرئی است که در سال ۱۹۸۶ منتشر شد. «سرزمین سردرگمی» سومین ترانه در آلبوم لمس نامرئی و سومین تک‌آهنگی است که برای آن آلبوم منتشر شد. این ترانه به‌همراه «دومینو»، قطعاتی از آن آلبوم بودند که مضمون ضد جنگ داشتند. موسیقی این قطعه را اعضای جنسیس نوشته‌اند و شعر آن سرودهٔ مایک رادرفورد است.
«سرزمین سردرگمی» در زمان انتشارش چهارمین تک‌آهنگ پرفروش آمریکا و چهاردهمین تک‌آهنگ پرفروش بریتانیا بوده‌است.

## ساختار و متن ترانه
«سرزمین سردرگمی» در گام می بمل مینور نوشته شده، ریتمش ۴/۴ و تمپوی آن ۱۱۵ است.

شعر «سرزمین سردرگمی» شبیه روایت از زبان فردی است که سعی می‌کند جهانی که بر اثر تنش‌های جنگ سرد به هم ریخته را درک کند.

## موزیک ویدئو
«سرزمین سردرگمی» به خاطر ویدئویش که به‌صورت گسترده از ام‌تی‌وی پخش می‌شد به یاد آورده می‌شود. در این ویدئو از عروسکهای کاریکاتوری با مقیاس واقعی، که ایده‌شان متعلق به سازندگان شوی تلویزیونی تصویر تُفی بود استفاده شده‌است. جیم یوکیچ (یکی از کارگردانان ویدئو) زمانی که عروسک فیل کالینز را در برنامهٔ تصویر تفی دید، ایدهٔ ساخت چنین ویدئویی به ذهنش رسید. پیتر فلاک و راجر لاو (سازندگان تصویر تفی) برای این موزیک ویدئو، عروسک بقیهٔ اعضای جنسیس به‌همراه تعدادی از افراد مشهور را هم ساختند. به گفتهٔ یوکیچ ساخت هر عروسک در آن زمان ۱۰/۰۰۰ دلار هزینه داشته‌است. در این ویدئو عروسک‌های شخصیت‌هایی مانند رونالد ریگان، مارگارت تاچر، میخائیل گورباچف، سید روح‌الله خمینی، بنیتو موسولینی، جیمی کارتر، هنری کیسینجر، رابرت مکسول، دیوید اوئن، عیدی امین، ملکه الیزابت، پرنس چارلز، لئونید برژنف، معمر قذافی، والتر کرونکیت، ریچارد نیکسون، باب هاوک، فرانسوا میتران، نانسی ریگان، ریچارد برانسون، جانی کارسون، باب هوپ، لئونارد نیموی، تونی بنکس، مایک رادرفورد، پیت تاونزند، سیلوستر استالون، پرینس، گریس جونز، هالک هوگان، تینا ترنر، بروس اسپرینگستین، مدونا، دیوید بویی، میک جگر و مایکل جکسون دیده می‌شوند. حضور عروسک ژان پل دوم که در یکی از سکانس‌ها مشغول نواختن گیتار بیس است، موجب نگرانی در مورد واکنش مسیحیان کاتولیک شده بود و مدیر برنامه‌های فیل کالینز پیشنهاد داده بود در آن سکانس تجدید نظر شود.
موزیک ویدئوی «سرزمین سردرگمی» در سی‌اُمین دورهٔ جوایز گرمی، جایزهٔ بهترین موزیک ویدئوی مفهومی را از آن خود کرد. این ویدئو، شماره ۱ رابرت کریستگاو در فهرست ۱۰ ویدئوی برتر سال مجلهٔ ویلج ویس و نامزد جایزهٔ بهترین ویدئوی سال ۱۹۸۷ ام‌تی‌وی هم بود که در نهایت به ویدئوی پُتک پیتر گبریل تعلق گرفت. جان لوید و جیم یوکیچ کارگردانان «سرزمین سردرگمی» بودند و جان بلیر تهیه‌کنندگی آن را بر عهده داشت.
در آغاز ویدئو، ریگان به‌همراه همسرش و یک میمون در رختخواب نشان داده می‌شوند که برای خوابیدن آماده می‌شوند. حضور میمون، اشاره‌ای است به فیلم وقت خواب برای بونزو (۱۹۵۱) که آن‌جا ریگان تختخوابش را با یک میمون سهیم می‌شد. او به جای همسرش، میمون را می‌بوسد و به خواب می‌رود. از این پلان به‌بعد موسیقی آغاز می‌شود و ادامهٔ ویدئو کابوس‌های ریگان در خواب را نشان می‌دهد. در تصاویری که عموماً با ضرب‌آهنگ درامز عوض می‌شوند عروسک‌های اعضای جنسیس، سیاستمداران و هنرمندان دههٔ ۸۰ دیده می‌شوند. چیزی که تمام مدت، جلب توجه می‌کند زشت بودن چهرهٔ عروسک‌ها و طنز سیاهی است که در سراسر ویدئو جریان دارد. در انتهای ویدئو ریگان از خواب می‌پرد و سعی می‌کند با دکمه‌ای که کنار تخت تعبیه شده پرستار را احضار کند. اما به‌جای دکمهٔ «nurse» دکمهٔ «nuke» را فشار می‌دهد و انفجار اتمی رخ می‌دهد.
مایک رادرفورد در کتاب شرح‌حالش با نام سال‌های زندگی نوشته‌است که زمانی که اعضای گروه برای برگزاری تور لمس نامرئی در واشینگتن بودند برای ملاقات با رئیس‌جمهور به کاخ سفید دعوت شدند. به نوشتهٔ رادرفورد، ریگان مشخصا تا آن روز ویدئو را ندیده بود و بعد از دیدنش به نظر می‌رسید کاملاً تحت تأثیر قرار گرفته‌است.